# Стенурелла чорна
Чорноплямка чорна (Rutpela nigra (Linnaeus, 1758) = Stenurella nigra Linnaeus, 1758 = Leptura picea Geoffroy, 1785 = Strangalia nigra (Linnaeus) Mulsant, 1863) — вид жуків з родини Скрипунові.

## Молекулярна філогенія
На основі інтегративної філогенії за морфологічним (61 ознака) і молекулярним (мітохондрієві гени 16S рРНК і COI, а також ядровий ген 28S рРНК) аналізами Rutpela nigra переміщена з роду Stenurella, який є поліфілетичним, у рід Rutpela.

## Поширення
Хорологічно S. nigra належить до групи пан'європейських видів, поширених по всій Європі та на прилеглих територіях Середземномор'я, Кавказу, Малої Азії, Ірану та Західної Росії. Вид є елементом європейського зоогеографічного комплексу. В Карпатському регіоні S. nigra розповсюджена у передгір'ях.

## Екологія
Літ триває із середини травня до кінця червня. Жуки трапляються на узліссях та в чагарниках на квітах яглиці звичайної (Aegopodium podagraria L.) та інших окружкових. Тісно прив'язаний до листяних лісових екосистем.

## Морфологія

### Імаго
Забарвлення тіло цілком чорне, окрім червоного черевця. Скроні голови згладжені, не виступають. Передньоспинка з дрібною та рідкою цяткованістю. Зандньогруди самців з парою великих кігтеподібних шипів.

## Життєвий цикл
Личинка розвивається в деревині листяних порід. Генерація 1-2 роки